# Juan José Enríquez Gómez
Juan José Enríquez Gómez, més conegut com a Juanjo, (Madrid, 4 de setembre de 1950 - El Esparragal (Múrcia), 10 d'agost de 2015) fou un futbolista madrileny que jugava en la posició de central. Després de retirar-se va fer d'entrenador de diversos equips.

## Carrera esportiva
Juanjo era un defensa central contundent que debutà a la primera divisió en les files de la UD Salamanca la temporada 74-75. Després de dues temporades més en terres de Salamanca és fitxat pel Futbol Club Barcelona en la 77-78 i hi debuta en la primera jornada davant la Reial Societat (el mateix equip amb el qual va debutar en primera amb el conjunt charro) en entrar quan falten 16 minuts per De la Cruz. Aquesta temporada participa en un total de 13 partits de lliga amb el conjunt entrenat per Rinus Michels.
Després d'una altra temporada més a la Ciutat Comtal, signa pel Recreativo de Huelva al començament de la 79-80 amb el qual participa en 31 partits marcant 3 gols. El seu debut igual que el de Julio Alberto amb la samarreta recreativista es produeix davant el Nàstic a la primera jornada de lliga. Posteriorment jugaria a l'Atlètic Madrid durant tres temporades (81-84), debutant en lliga amb l'equip blanc i vermell davant l'Athletic de Bilbao jugant gairebé 100 partits de lliga. Posteriorment va jugar al Lorca Deportiva i al CD Cieza entre d'altres, en aquest últim va exercir de cronista de José María García.
Com a entrenador ha dirigit entre d'altres al Unión Balompédica Conquense, Granada CF, al Getafe CF i el CF Ciudad de Murcia.